# La grande sfida (film 1956)
La grande sfida (The Proud Ones) è un film western del 1956 diretto da Robert D. Webb in CinemaScope.
È ispirato al romanzo omonimo scritto nel 1952 da Verne Athanas.